# Stapelia gigantea
Stapelia gigantea là một loài thực vật có hoa trong họ La bố ma. Loài này được N.E. Br. miêu tả khoa học đầu tiên năm 1877.

## Hình ảnh

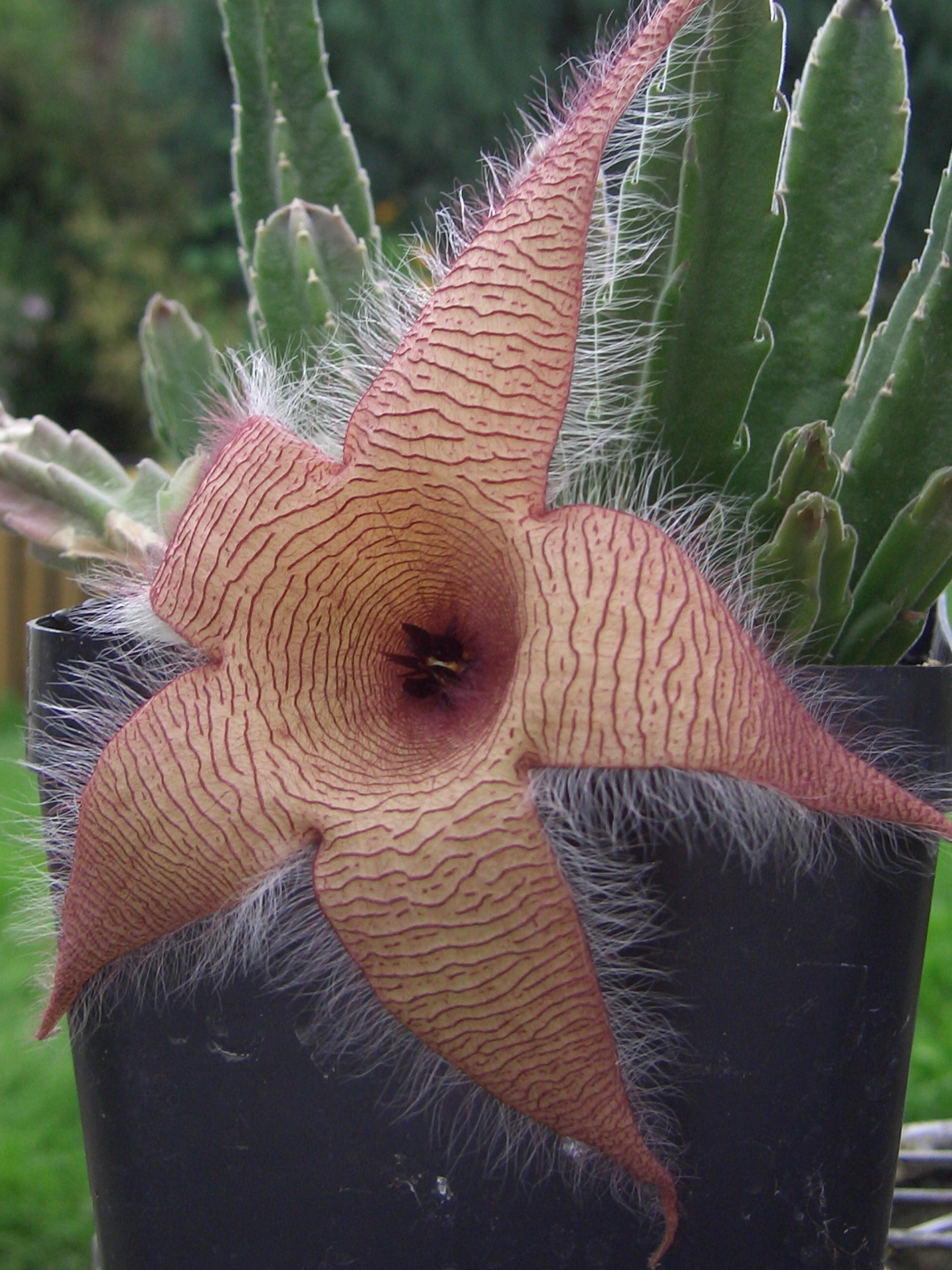
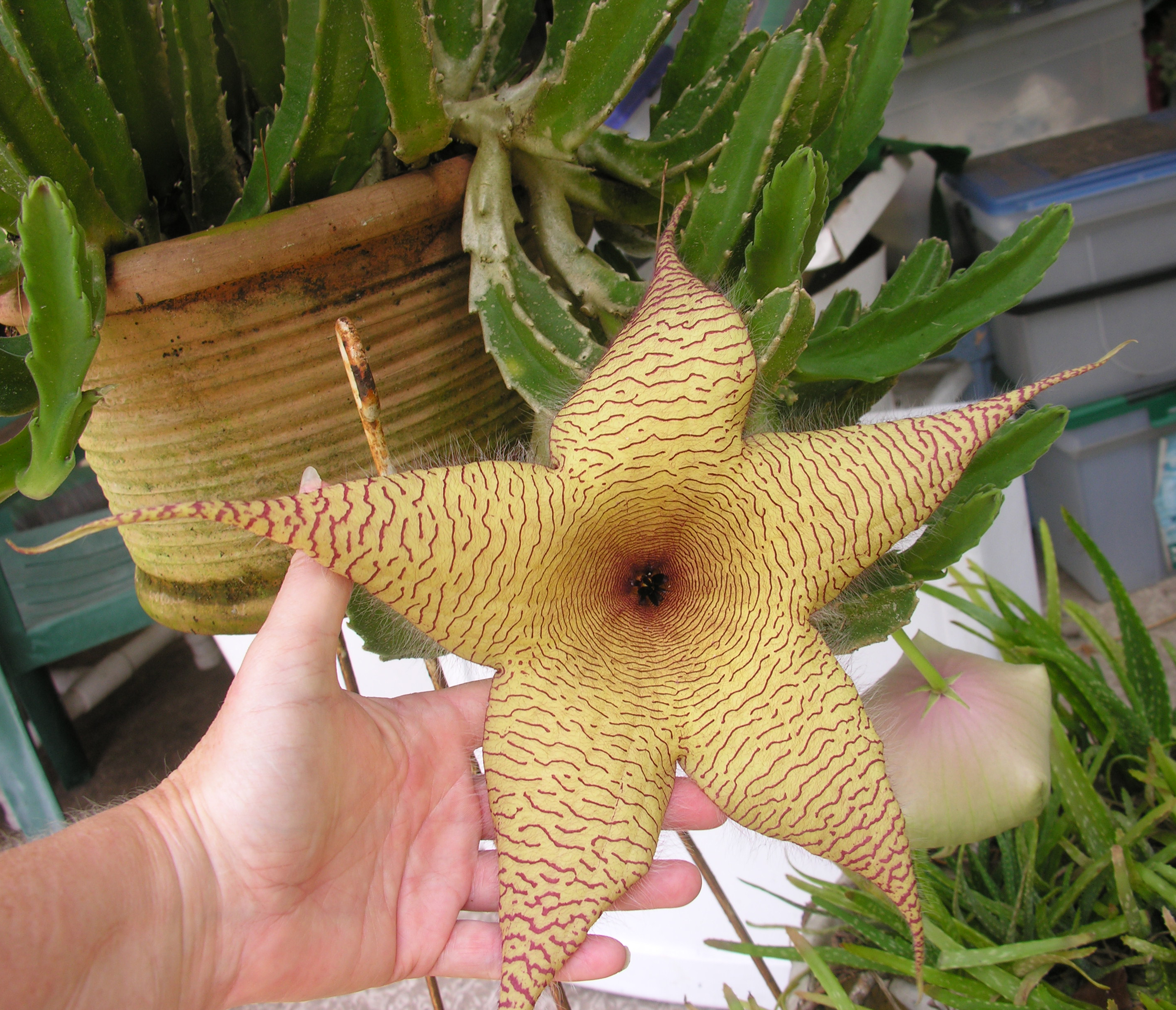
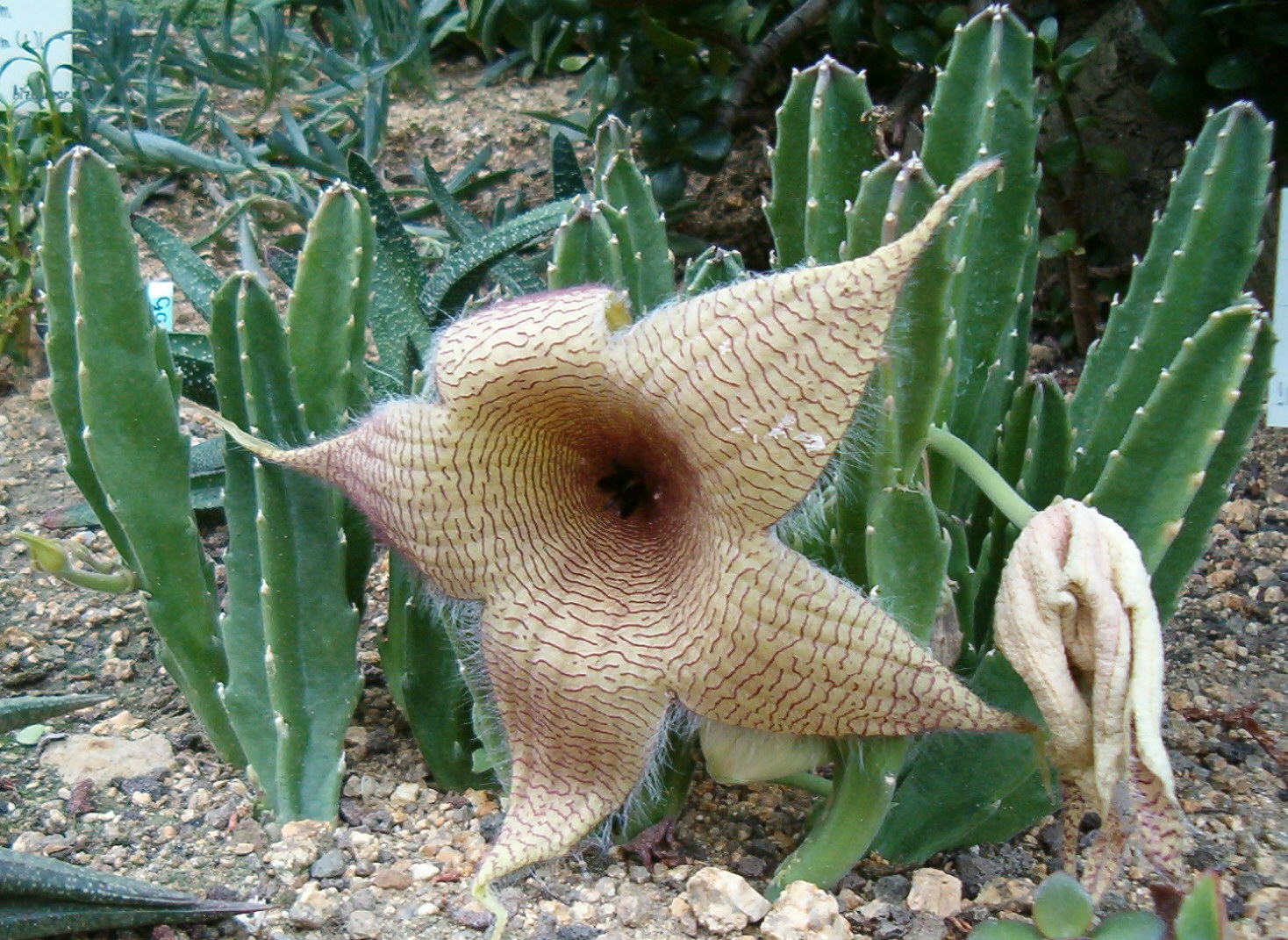
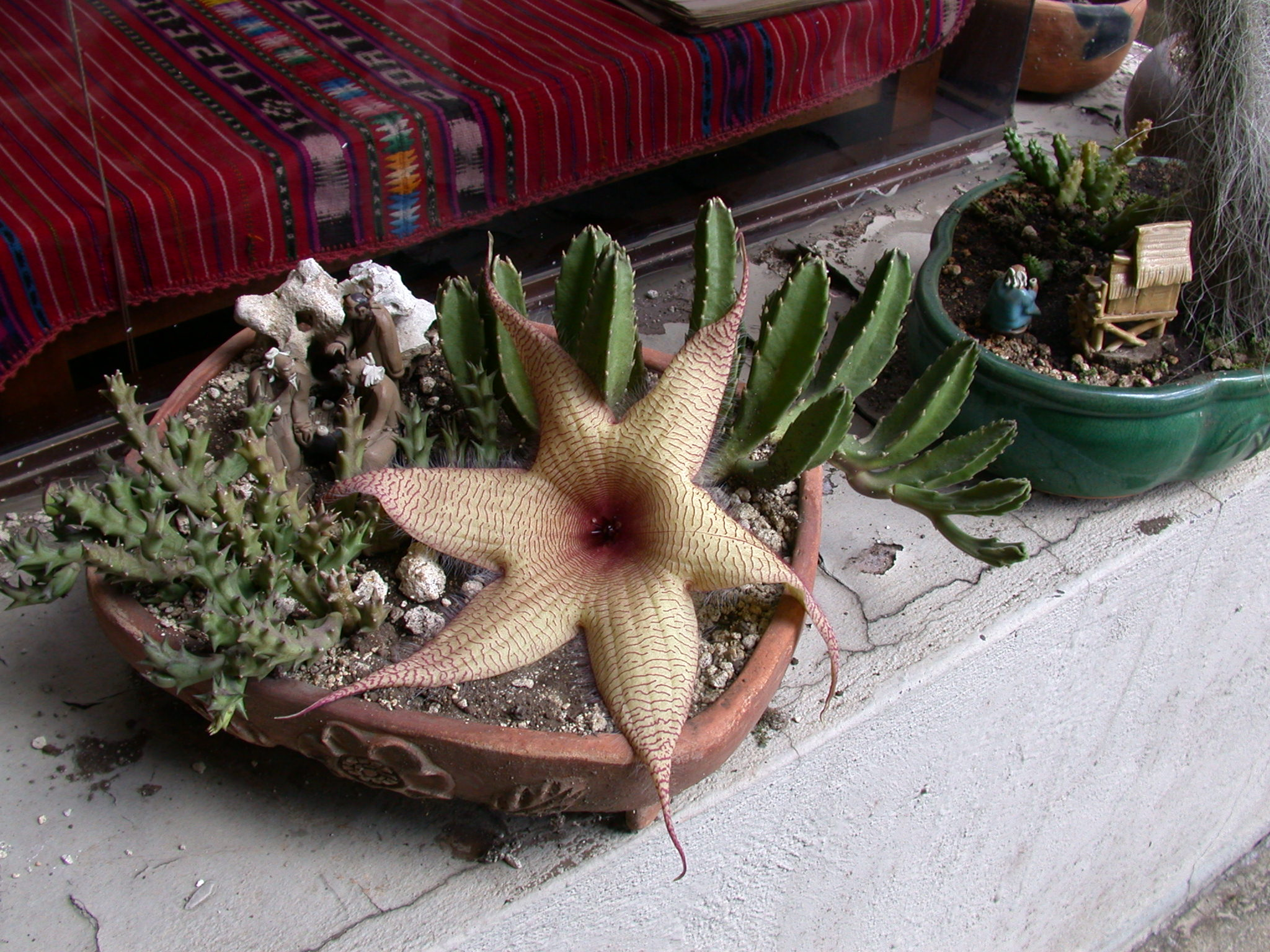